# Lista de episódios de Baywatch
Abaixo a lista de episódios de Baywatch (1989-2001).

## 1.ª Temporada (1989-1990) na NBC
A série original foi transmitida pela NBC, que foi cancelada depois de uma temporada. Continuou em sindicância.
| Ordem de Lançamento | Título                       | Transmissão Original    | Número do Epsódio |
| ------------------- | ---------------------------- | ----------------------- | ----------------- |
| 1                   | "Panic at Malibu Pier"       | 23 de Abril de 1989     | 101               |
| 2                   | "In Deep"                    | 22 de Setembro de 1989  | 102               |
| 3                   | "Heat Wave"                  | 29 de Setembro de 1989  | 103               |
| 4                   | "Second Wave"                | 13 de Outubro de 1989   | 104               |
| 5                   | "Message in a Bottle"        | 20 de Outubro de 1989   | 105               |
| 6                   | "The Sky is Falling"         | 27 de Outubro de 1989   | 106               |
| 7                   | "The Drowning Pool"          | 3 de Novembro de 1989   | 107               |
| 8                   | "Rookie School"              | 10 de Novembro de 1989  | 108               |
| 9                   | "Cruise Ship"                | 24 de Novembro de 1989  | 109               |
| 10                  | "The Cretin of the Shallows" | 1 de Dezembro de 1989   | 110               |
| 11                  | "Shelter me"                 | 8 de Dezembro de 1989   | 111               |
| 12                  | "The Reunion"                | 15 de Dezembro de 1989  | 112               |
| 13                  | "Armored Car"                | 5 de Janeiro de 1990    | 113               |
| 14                  | "Home Court"                 | 12 de Janeiro de 1990   | 114               |
| 15                  | "We Need a Vacation"         | 26 de Janeiro de 1990   | 115               |
| 16                  | "Muddy Waters"               | 2 de Fevereiro de 1990  | 116               |
| 17                  | "Snake Eyes"                 | 9 de Fevereiro de 1990  | 117               |
| 18                  | "Eclipse"                    | 23 de Fevereiro de 1990 | 118               |
| 19                  | "Shark Derby"                | 2 de Março de 1990      | 119               |
| 20                  | "The Big Race"               | 16 de Março de 1990     | 120               |
| 21                  | "Old Friends"                | 30 de Março de 1990     | 121               |
| 22                  | "The End?"                   | 6 de Abril de 1990      | 122               |

## 2.ª Temporada (1991-1992) na sindicância
Depois do cancelamento na NBC, a segunda temporada (e todas as próximas) continuaram na sindicância.
| Ordem de Lançamento | Título                                      | Transmissão Original    | Número do Epsódio |
| ------------------- | ------------------------------------------- | ----------------------- | ----------------- |
| 23                  | "Nightmare Bay, Part I"                     | 23 de Setembro de 1991  | 201               |
| 24                  | "Nightmare Bay, Part II"                    | 23 de Setembro de 1991  | 202               |
| 25                  | "The One That Got Away"                     | 30 de Setembro de 1991  | 203               |
| 26                  | "Money, Honey"                              | 7 de Outubro de 1991    | 204               |
| 27                  | "Fabulous Buchannon Boys"                   | 14 de Outubro de 1991   | 205               |
| 28                  | "Point of Attack"                           | 21 de Outubro de 1991   | 206               |
| 29                  | "Sandcastles"                               | 28 de Outubro de 1991   | 207               |
| 30                  | "Thin or Die"                               | 4 de Novembro de 1991   | 208               |
| 31                  | "The Trophy, Part I"                        | 11 de Novembro de 1991  | 209               |
| 32                  | "The Trophy, Part II"                       | 18 de Novembro de 1991  | 210               |
| 33                  | "If Looks Could Kill"                       | 25 de Novembro de 1991  | 211               |
| 34                  | "Reunion"                                   | 27 de Janeiro de 1992   | 212               |
| 35                  | "War of Nerves"                             | 3 de Fevereiro de 1992  | 213               |
| 36                  | "Big Monday"                                | 10 de Fevereiro de 1992 | 214               |
| 37                  | "Sea of Flames"                             | 17 de Fevereiro de 1992 | 215               |
| 38                  | "Now Sit Right Back and You'll Hear A Tale" | 24 de Fevereiro de 1992 | 216               |
| 39                  | "The Chamber"                               | 2 de Março de 1992      | 217               |
| 40                  | "Sharks Cove"                               | 20 de Abril de 1992     | 218               |
| 41                  | "Lost Treasure of Tower 12"                 | 27 de Abril de 1992     | 219               |
| 42                  | "The Big Spill"                             | 4 de Maio de 1992       | 220               |
| 43                  | "Game of Chance"                            | 11 de Maio de 1992      | 221               |
| 44                  | "Summer of '85"                             | 18 de Maio de 1992      | 222               |

## 3.ª Temporada (1992-1993)
| Ordem de Lançamento | Título                          | Transmissão Original    | Número do Epsódio |
| ------------------- | ------------------------------- | ----------------------- | ----------------- |
| 45                  | "River of No Return, Part I"    | 14 de Setembro de 1992  | 301               |
| 46                  | "River of No Return, Part II"   | 21 de Setembro de 1992  | 302               |
| 47                  | "Tequila Bay"                   | 28 de Setembro de 1992  | 303               |
| 48                  | "Rookie of the Year"            | 5 de Outubro de 1992    | 304               |
| 49                  | "Pier Pressure"                 | 12 de Outubro de 1992   | 305               |
| 50                  | "Showdown at Malibu Beach High" | 19 de Outubro de 1992   | 306               |
| 51                  | "Point Doom"                    | 26 de Outubro de 1992   | 307               |
| 52                  | "Princess of Tides"             | 2 de Novembro de 1992   | 308               |
| 53                  | "Masquerade"                    | 9 de Novembro de 1992   | 309               |
| 54                  | "Lifeguards Can't Jump"         | 16 de Novembro de 1992  | 310               |
| 55                  | "Dead of Summer"                | 23 de Novembro de 1992  | 311               |
| 56                  | "A Matter of Life and Death"    | 4 de Janeiro de 1993    | 312               |
| 57                  | "Island of Romance"             | 11 de Janeiro de 1993   | 313               |
| 58                  | "Strangers Among Us"            | 18 de Janeiro de 1993   | 314               |
| 59                  | "Vacation, Part I"              | 25 de Janeiro de 1993   | 315               |
| 60                  | "Vacation, Part II"             | 1 de Fevereiro de 1993  | 316               |
| 61                  | "The Tower"                     | 8 de Fevereiro de 1993  | 317               |
| 62                  | "Stakeout at Surfrider Beach"   | 15 de Fevereiro de 1993 | 318               |
| 63                  | "Shattered, Part I"             | 19 de Abril de 1993     | 319               |
| 64                  | "Shattered, Part II"            | 26 de Abril de 1993     | 320               |
| 65                  | "Kicks"                         | 3 de Maio de 1993       | 321               |
| 66                  | "Fatal Exchange"                | 10 de Maio de 1993      | 322               |

## 4.ª Temporada (1993-1994)
| Ordem de Lançamento | Título                       | Transmissão Original    | Número do Epsódio |
| ------------------- | ---------------------------- | ----------------------- | ----------------- |
| 67                  | "Race Against Time, Part I"  | 20 de Setembro de 1993  | 401               |
| 68                  | "Race Against Time, Part II" | 20 de Setembro de 1993  | 402               |
| 69                  | "Lover's Cove"               | 27 de Setembro de 1993  | 403               |
| 70                  | "Blindside"                  | 4 de Outubro de 1993    | 404               |
| 71                  | "Skyrider"                   | 11 de Outubro de 1993   | 405               |
| 72                  | "Tentacles, Part I"          | 18 de Outubro de 1993   | 406               |
| 73                  | "Tentacles, Part II"         | 25 de Outubro de 1993   | 407               |
| 74                  | "Submersion"                 | 1 de Novembro de 1993   | 408               |
| 75                  | "Ironman Buchannon"          | 8 de Novembro de 1993   | 409               |
| 76                  | "Tower of Power"             | 15 de Novembro de 1993  | 410               |
| 77                  | "The Child Inside"           | 22 de Novembro de 1993  | 411               |
| 78                  | "Second Time Around"         | 17 de Janeiro de 1994   | 412               |
| 79                  | "Red Knights"                | 24 de Janeiro de 1994   | 413               |
| 80                  | "Coronado Del Soul, Part I"  | 31 de Janeiro de 1994   | 414               |
| 81                  | "Coronado Del Soul, Part II" | 7 de Fevereiro de 1994  | 415               |
| 82                  | "Mirror, Mirror"             | 14 de Fevereiro de 1994 | 416               |
| 83                  | "The Falcon Manifesto"       | 21 de Fevereiro de 1994 | 417               |
| 84                  | "Rescue Bay"                 | 28 de Fevereiro de 1994 | 418               |
| 85                  | "Western Exposure"           | 25 de Abril de 1994     | 419               |
| 86                  | "The Life You Save"          | 2 de Maio de 1994       | 420               |
| 87                  | "Trading Places"             | 9 de Maio de 1994       | 421               |
| 88                  | "Guys & Dolls"               | 16 de Maio de 1994      | 422               |

## 5.ª Temporada (1994-1995)
| Ordem de Lançamento | Título                                  | Transmissão Original    | Número do Epsódio |
| ------------------- | --------------------------------------- | ----------------------- | ----------------- |
| 89                  | "Livin' on the Fault, Part I"           | 26 de Setembro de 1994  | 501               |
| 90                  | "Livin' on the Fault, Part II"          | 3 de Outubro de 1994    | 502               |
| 91                  | "Aftershock"                            | 10 de Outubro de 1994   | 503               |
| 92                  | "Baja Run"                              | 17 de Outubro de 1994   | 504               |
| 93                  | "Air Buchannon"                         | 24 de Outubro de 1994   | 505               |
| 94                  | "Short Sighted"                         | 31 de Outubro de 1994   | 506               |
| 95                  | "Someone to Baywatch Over You"          | 7 de Novembro de 1994   | 507               |
| 96                  | "KGAS, the Groove-Yard of Solid Gold"   | 14 de Novembro de 1994  | 508               |
| 97                  | "Red Wind"                              | 21 de Novembro de 1994  | 509               |
| 98                  | "I, Spike"                              | 28 de Novembro de 1994  | 510               |
| 99                  | "Silent Night, Baywatch Night, Part I"  | 5 de Dezembro de 1994   | 511               |
| 100                 | "Silent Night, Baywatch Night, Part II" | 12 de Dezembro de 1994  | 512               |
| 101                 | "Rubber Ducky"                          | 30 de Janeiro de 1995   | 513               |
| 102                 | "Homecoming"                            | 6 de Fevereiro de 1995  | 514               |
| 103                 | "Seize the Day"                         | 13 de Fevereiro de 1995 | 515               |
| 104                 | "A Little Help From My Friends"         | 20 de Fevereiro de 1995 | 516               |
| 105                 | "Father's Day"                          | 27 de Fevereiro de 1995 | 517               |
| 106                 | "Fire with Fire"                        | 24 de Abril de 1995     | 518               |
| 107                 | "Deep Trouble"                          | 1 de Maio de 1995       | 519               |
| 108                 | "Promised Land"                         | 8 de Maio de 1995       | 520               |
| 109                 | "The Runaways"                          | 15 de Maio de 1995      | 521               |
| 110                 | "Wet N' Wild"                           | 22 de Maio de 1995      | 522               |

## 6.ª Temporada (1995-1996)
| Ordem de Lançamento | Título                             | Transmissão Original    | Número do Epsódio |
| ------------------- | ---------------------------------- | ----------------------- | ----------------- |
| 111                 | "Trapped Beneath the Sea, Part I"  | 25 de Setembro de 1995  | 601               |
| 112                 | "Trapped Beneath the Sea, Part II" | 2 de Outubro de 1995    | 602               |
| 113                 | "Hot Stuff"                        | 9 de Outubro de 1995    | 603               |
| 114                 | "Surf's Up"                        | 16 de Outubro de 1995   | 604               |
| 115                 | "To Everything There Is a Season"  | 23 de Outubro de 1995   | 605               |
| 116                 | "Leap of Faith"                    | 30 de Outubro de 1995   | 606               |
| 117                 | "Face of Fear"                     | 6 de Novembro de 1995   | 607               |
| 118                 | "Hit and Run"                      | 13 de Novembro de 1995  | 608               |
| 119                 | "Home Is Where the Heat Is"        | 20 de Novembro de 1995  | 609               |
| 120                 | "Sweet Dreams"                     | 27 de Novembro de 1995  | 610               |
| 121                 | "The Incident"                     | 15 de Janeiro de 1996   | 611               |
| 122                 | "Beauty and the Beast"             | 29 de Janeiro de 1996   | 612               |
| 123                 | "Desperate Encounter"              | 5 de Fevereiro de 1996  | 613               |
| 124                 | "Baywatch Angels"                  | 12 de Fevereiro de 1996 | 614               |
| 125                 | "Bash At the Beach"                | 19 de Fevereiro de 1996 | 615               |
| 126                 | "Freefall"                         | 26 de Fevereiro de 1996 | 616               |
| 127                 | "Sail Away"                        | 18 de Março de 1996     | 617               |
| 128                 | "Lost and Found"                   | 25 de Março de 1996     | 618               |
| 129                 | "Forbidden Paradise, Part I"       | 22 de Abril de 1996     | 619               |
| 130                 | "Forbidden Paradise, Part II"      | 29 de Abril de 1996     | 620               |
| 131                 | "Last Wave"                        | 6 de Maio de 1996       | 621               |
| 132                 | "Go For the Gold"                  | 13 de Maio de 1996      | 622               |

## 7.ª Temporada (1996-1997)
| Ordem de Lançamento | Título                         | Transmissão Original   | Número do Epsódio |
| ------------------- | ------------------------------ | ---------------------- | ----------------- |
| 133                 | "Shark Fever"                  | 23 de Setembro de 1996 | 701               |
| 134                 | "The Contest"                  | 30 de Setembro de 1996 | 702               |
| 135                 | "Liquid Assets"                | 7 de Outubro de 1996   | 703               |
| 136                 | "Windswept"                    | 14 de Outubro de 1996  | 704               |
| 137                 | "Scorcher"                     | 21 de Outubro de 1996  | 705               |
| 138                 | "Beach Blast"                  | 28 de Outubro de 1996  | 706               |
| 139                 | "Guess Who's Coming to Dinner" | 4 de Novembro de 1996  | 707               |
| 140                 | "Let the Games Begin"          | 11 de Novembro de 1996 | 708               |
| 141                 | "Buried"                       | 18 de Novembro de 1996 | 709               |
| 142                 | "Search and Rescue"            | 13 de Janeiro de 1997  | 710               |
| 143                 | "Heal the Bay"                 | 27 de Janeiro de 1997  | 711               |
| 144                 | "Bachelor of the Month"        | 3 de Fevereiro de 1997 | 712               |
| 145                 | "Chance of a Lifetime"         | 10 de Janeiro de 1997  | 713               |
| 146                 | "Talk Show"                    | 17 de Janeiro de 1997  | 714               |
| 147                 | "Life-Guardian"                | 24 de Janeiro de 1997  | 715               |
| 148                 | "Matters of the Heart"         | 3 de Março de 1997     | 716               |
| 149                 | "Rendezvous"                   | 7 de Abril de 1997     | 717               |
| 150                 | "Hot Water"                    | 14 de Abril de 1997    | 718               |
| 151                 | "Trial By Fire"                | 21 de Abril de 1997    | 719               |
| 152                 | "Baywatch at Sea World"        | 28 de Abril de 1997    | 720               |
| 153                 | "Golden Girls"                 | 5 de Maio de 1997      | 721               |
| 154                 | "Nevermore"                    | 12 de Maio de 1997     | 722               |

## 8.ª Temporada (1997-1998)
| Ordem de Lançamento | Título                                  | Transmissão Original    | Número do Epsódio |
| ------------------- | --------------------------------------- | ----------------------- | ----------------- |
| 155                 | "Rookie Summer"                         | 22 de Setembro de 1997  | 801               |
| 156                 | "Next Generation"                       | 27 de Setembro de 1997  | 802               |
| 157                 | "The Choice"                            | 6 de Outubro de 1997    | 803               |
| 158                 | "Memorial Day"                          | 13 de Outubro de 1997   | 804               |
| 159                 | "Charlie"                               | 20 de Outubro de 1997   | 805               |
| 160                 | "Lifeguard Confidential"                | 27 de Outubro de 1997   | 806               |
| 161                 | "Out of the Blue"                       | 3 de Novembro de 1997   | 807               |
| 162                 | "Eel Nino"                              | 10 de Novembro de 1997  | 808               |
| 163                 | "Homecoming"                            | 17 de Novembro de 1997  | 809               |
| 164                 | "Missing"                               | 24 de Novembro de 1997  | 810               |
| 165                 | "Hijacked"                              | 1 de Dezembro de 1997   | 811               |
| 166                 | "No Way Out"                            | 26 de Janeiro de 1998   | 812               |
| 167                 | "Countdown"                             | 2 de Fevereiro de 1998  | 813               |
| 168                 | "Surf City"                             | 9 de Fevereiro de 1998  | 814               |
| 169                 | "To The Max"                            | 16 de Fevereiro de 1998 | 815               |
| 170                 | "Night of the Dolphin"                  | 23 de Fevereiro de 1998 | 816               |
| 171                 | "Full Throttle"                         | 2 de Março de 1998      | 817               |
| 172                 | "Quarantine"                            | 20 de Abril de 1998     | 818               |
| 173                 | "Diabolique"                            | 27 de Abril de 1998     | 819               |
| 174                 | "Bon Voyage"                            | 4 de Maio de 1998       | 820               |
| 175                 | "White Thunder at Glacier Bay, Part I"  | 11 de Maio de 1998      | 821               |
| 176                 | "White Thunder at Glacier Bay, Part II" | 18 de Maio de 1998      | 822               |

## 9.ª Temporada (1998-1999)
| Ordem de Lançamento | Título                         | Transmissão Original    | Número do Epsódio |
| ------------------- | ------------------------------ | ----------------------- | ----------------- |
| 177                 | "Crash, Part I"                | 21 de Setembro de 1998  | 901               |
| 178                 | "Crash, Part II"               | 28 de Setembro de 1998  | 902               |
| 179                 | "Sharks, Lies and Videotape"   | 5 de Outubro de 1998    | 903               |
| 180                 | "Dolphin Quest"                | 12 de Outubro de 1998   | 904               |
| 181                 | "The Natural"                  | 19 de Outubro de 1998   | 905               |
| 182                 | "Drop Zone"                    | 26 de Outubro de 1998   | 906               |
| 183                 | "Hot Summer Night"             | 2 de Novembro de 1998   | 907               |
| 184                 | "Swept Away"                   | 9 de Novembro de 1998   | 908               |
| 185                 | "The Swimmer"                  | 16 de Novembro de 1998  | 909               |
| 186                 | "Friends Forever"              | 23 de Novembro de 1998  | 910               |
| 187                 | "The Edge"                     | 14 de Dezembro de 1998  | 911               |
| 188                 | "The Big Blue"                 | 11 de Janeiro de 1999   | 912               |
| 189                 | "Come Fly With Me"             | 18 de Janeiro de 1999   | 913               |
| 190                 | "Boys Will Be Boys"            | 1 de Fevereiro de 1999  | 914               |
| 191                 | "Grand Prix"                   | 8 de Fevereiro de 1999  | 915               |
| 192                 | "Baywatch Down Under, Part I"  | 15 de Fevereiro de 1999 | 916               |
| 193                 | "Baywatch Down Under, Part II" | 22 de Fevereiro de 1999 | 917               |
| 194                 | "Water Dance"                  | 22 de Março de 1999     | 918               |
| 195                 | "Double Jeopardy"              | 26 de Abril de 1999     | 919               |
| 196                 | "Wave Rage"                    | 3 de Maio de 1999       | 920               |
| 197                 | "Galaxy Girls"                 | 10 de Maio de 1999      | 921               |
| 198                 | "Castles in the Sand"          | 17 de Maio de 1999      | 922               |

## 10.ª Temporada (1999-2000) comoBaywatch Hawaii
| Ordem de Lançamento | Título                     | Transmissão Original    | Número do Epsódio |
| ------------------- | -------------------------- | ----------------------- | ----------------- |
| 199                 | "Aloha, Baywatch"          | 20 de Setembro de 1999  | 1001              |
| 200                 | "Mahalo, Hawaii"           | 27 de Setembro de 1999  | 1002              |
| 201                 | "Weak Link"                | 4 de Outubro de 1999    | 1003              |
| 202                 | "Shark Island"             | 11 de Outubro de 1999   | 1004              |
| 203                 | "Strike Team"              | 18 de Outubro de 1999   | 1005              |
| 204                 | "Sunday in Kauai"          | 25 de Outubro de 1999   | 1006              |
| 205                 | "Risk to Death"            | 1 de Novembro de 1999   | 1007              |
| 206                 | "Father of the Groom"      | 8 de Novembro de 1999   | 1008              |
| 207                 | "The Hunt"                 | 15 de Novembro de 1999  | 1009              |
| 208                 | "Gold From the Deep"       | 22 de Novembro de 1999  | 1010              |
| 209                 | "Bent"                     | 6 de Dezembro de 1999   | 1011              |
| 210                 | "Path of Least Resistance" | 13 de Dezembro de 1999  | 1012              |
| 211                 | "Liquid Visions"           | 17 de Janeiro de 2000   | 1013              |
| 212                 | "Lines in the Sand"        | 31 de Janeiro de 2000   | 1014              |
| 213                 | "The Hero"                 | 7 de Fevereiro de 2000  | 1015              |
| 214                 | "Thunder Tide"             | 14 de Fevereiro de 2000 | 1016              |
| 215                 | "Breath of Life"           | 21 de Fevereiro de 2000 | 1017              |
| 216                 | "Big Island Heat"          | 13 de Março de 2000     | 1018              |
| 217                 | "Maui Xterra"              | 24 de Abril de 2000     | 1019              |
| 218                 | "Baywatch O'Hana"          | 1 de Maio de 2000       | 1020              |
| 219                 | "Last Rescue"              | 8 de Maio de 2000       | 1021              |
| 220                 | "Killing Machine"          | 15 de Maio de 2000      | 1022              |

## 11.ª Temporada (2000-2001) comoBaywatch Hawaii
| Ordem de Lançamento | Título                 | Transmissão Original    | Número do Epsódio |
| ------------------- | ---------------------- | ----------------------- | ----------------- |
| 221                 | "Soul Survivor"        | 2 de Outubro de 2000    | 1101              |
| 222                 | "Knife In the Heart"   | 9 de Outubro de 2000    | 1102              |
| 223                 | "Bad Boyz"             | 16 de Outubro de 2000   | 1103              |
| 224                 | "Dangerous Games"      | 23 de Outubro de 2000   | 1104              |
| 225                 | "Stone Cold"           | 30 de Outubro de 2000   | 1105              |
| 226                 | "Broken Promises"      | 6 de Novembro de 2000   | 1106              |
| 227                 | "Dream Girl"           | 13 de Novembro de 2000  | 1107              |
| 228                 | "The Cage"             | 20 de Novembro de 2000  | 1108              |
| 229                 | "Ben"                  | 27 de Novembro de 2000  | 1109              |
| 230                 | "The Ties That Bind"   | 4 de Dezembro de 2000   | 1110              |
| 231                 | "Black Widow"          | 11 de Dezembro de 2000  | 1111              |
| 232                 | "Ex Files"             | 29 de Janeiro de 2001   | 1112              |
| 233                 | "The Stalker"          | 5 de Fevereiro de 2001  | 1113              |
| 234                 | "Father Faust"         | 12 de Fevereiro de 2001 | 1114              |
| 235                 | "Good Man In a Storm"  | 19 de Fevereiro de 2001 | 1115              |
| 236                 | "My Father, the Hero"  | 26 de Fevereiro de 2001 | 1116              |
| 237                 | "Boiling Point"        | 9 de Abril de 2001      | 1117              |
| 238                 | "The Return of Jessie" | 16 de Abril de 2001     | 1118              |
| 239                 | "Trapped"              | 23 de Abril de 2001     | 1119              |
| 240                 | "Dead Reckoning"       | 30 de Abril de 2001     | 1120              |
| 241                 | "Makapu'u Lighthouse"  | 7 de Maio de 2001       | 1121              |
| 242                 | "Rescue Me"            | 14 de Maio de 2001      | 1122              |